# Hugh Samuel Johnson
Hugh Samuel Johnson (5. srpna 1881 (podle jiných zdrojů 1882) Fort Scott v Kansasu – 15. dubna 1942 Washington, D.C.), známý i pod přezdívkou Iron Pants, byl americký generál, podnikatel a politik. Absolvoval vojenskou akademii ve West Pointu a do armády nastoupil roku 1903. Roku 1916 sloužil v Mexiku pod generálem Johnem Pershingem, roku 1918 byl povýšen na generálmajora. Roku 1919 opustil armádu a stal se podnikatelem. Roku 1933 byl povolám do Washingtonu, kde působil až do následujícího roku jako šéf úřadu National Recovery Administration, který založil prezident Franklin D. Roosevelt pro koordinaci boje proti hospodářské krizi.